# Javard
Javard (persiska: جورد) är en ort i Iran.   Den ligger i provinsen Teheran, i den norra delen av landet, 40 km öster om huvudstaden Teheran. Javard ligger 2 126 meter över havet och antalet invånare är 270.
Terrängen runt Javard är kuperad åt sydväst, men åt nordost är den bergig. Runt Javard är det ganska glesbefolkat, med 23 invånare per kvadratkilometer. Närmaste större samhälle är Būmahen, 8,1 km söder om Javard. Trakten runt Javard består i huvudsak av gräsmarker.